# IC 2122
IC 2122 је елиптична галаксија у сазвјежђу Голуб која се налази на листи објеката дубоког неба у Индекс каталогу.
Деклинација објекта је - 37° 5' 21" а ректасцензија 5h 19m 1,4s. Привидна величина (магнитуда) објекта IC 2122 износи 12,8 а фотографска магнитуда 13,8. IC 2122 је још познат и под ознакама ESO 362-14, MCG -6-12-17, AM 0517-370, PGC 17081.